# Пољска бригада ЈВуО
Пољска бригада је била бригада Млавског корпуса Југословенске војске у Отаџбини, састављена од ратних заробљеника пољске националности који су побегли са присилног рада Борском руднику. Постојала је током 1943. године и имала око 300 припадника.

## Историјат
За време Другог светског рата, немачке снаге су користиле ратне заробљенике за присилне радове у погонима и индустријама које су помагале њихове ратне напоре. Тако је у првој половини 1942. године, на територију немачке војне управе у Србији доведено неколико стотина заробљених Пољака (војника, али и цивила-таоца). Најпре су смештени у логор код Жагубице, где су радили на изградњи и одржавању пруге. Временом им је омогућено ограничено слободно кретање по месту, тако да су постепено успели да у локалној жагубачкој кафани Последњи грош дођу у контакт са припадницима Југословенске војске у Отаџбини.
Брзо је организовано бекство око 300 Пољака из Борског рудника, који су распоређени у састав Хомољске бригаде Млавског корпуса Југословенске војске у Отаџбини. Негде почетком лета 1943. године, ради лакшег командовања и веће ефикасности, од њих је формирана засебна Пољске бригада.
Официри Млавског корпуса су путем радио везе о овоме обавестили пољску владу у Лондону, која је на Хомоље упутила неколико пољских официра са задатком да преузму команду над Пољском бригадом.
Крајем 1943. године, Пољска бригада је расформирана због недостатка хране. Њени припадници су распоређени по другим корпусима. Један од њих био је и Маријан Блажејчик, који је са још 11 Пољака премештен у Раваничку бригаду Иванковачког корпуса. Међутим, по задатку пољске владе у Лондону, капетан Михаил Јакубовски Левандовски дошао је у штаб Крајинског корпуса ЈВуО, ради поновног формирања Пољске бригаде. Погинуо је 11. децембра 1943. године у борби са немачком потером, тако да до овога није дошло.
По уласку Црвене армије у Србију, октобра 1944. године, почело је заробљавање припадника Југословенске војске у Отаџбини, упркос братском дочеку. Пољаци који су заробљени у разним бригадама ЈВуО, на пролеће наредне године су враћени у Пољску. Тамо су им признате ратне заслуге на страни Савезника, а неки међу њима су и одликовани.